# الازمن
الازمن، روستایی است از توابع بخش مرکزی شهرستان علی‌آباد کتول در استان گلستان ایران.

## جمعیت
این روستا در دهستان زرین‌گل قرار دارد و براساس سرشماری مرکز آمار ایران در سال ۱۳۸۵، جمعیت آن ۷۲۸ نفر (۱۸۰خانوار) بوده‌است.